# Csorna
Csorna (německy Gschirnau) je město v Maďarsku v župě Győr-Moson-Sopron. Je správním střediskem stejnojmenného okresu. Nachází se asi 17 km východně od Kapuváru a 27 km západně od Győru. V roce 2017 zde žilo 10 335 obyvatel, z nichž 85,5 % tvoří Maďaři.

## Název
Názed města je slovanského původu od slova černý.

## Geografie
Csorna se skládá ze dvou hlavních částí: Csorna a Kiscsorna. Spadají pod ni též malé části Csátarimajor, Földsziget, Gyöngyösmajor a Kisperjés. Poblíže Csorny začíná dálnice M86 a končí dálnice M85. Csorna je přímo silničně spojena s obcemi Acsalag, Barbacs, Bogyoszló, Bősárkány, Dör, Farád, Kóny, Maglóca a Szilsárkány. Csornou protéká potok Keszeg, který se vlévá do řeky Ráby.

## Historie

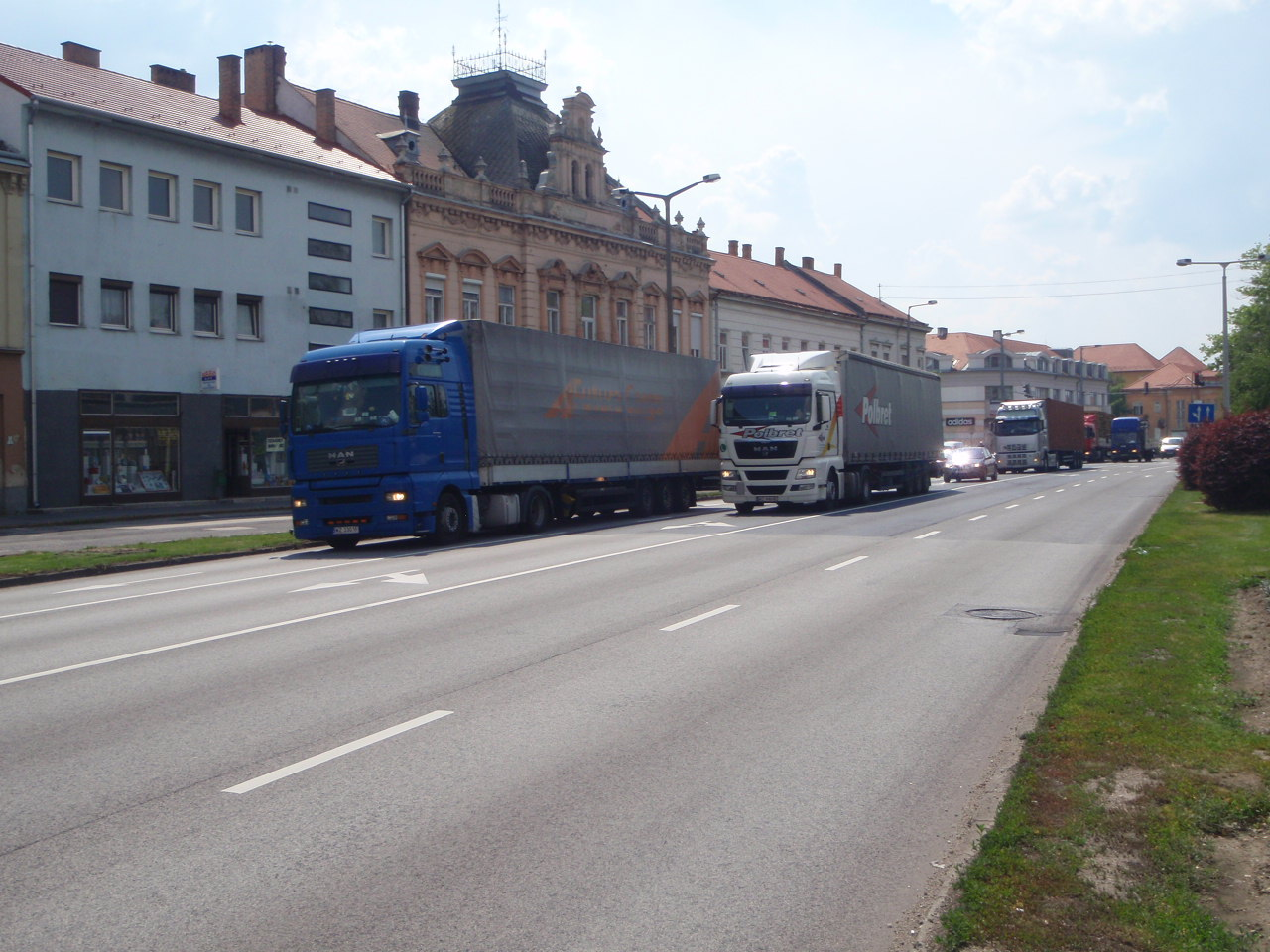
Hlavní ulice v Csorně

Podle archeologických záznamů se zde trvalé osídlení nacházelo již v dávnověku. Nejspíše zde však osada trvale existovala již v 10. století. V roce 1542 se slibně rozvíjející sídlo vyplenili postupující Turci.
Po tureckých válkách a uzavřen Karlovického míru bylo na počátku 18. století místo osídleno německy mluvícími kolonisty. Později bylo pomaďarštěno. Tehdejší šlechtický rod Esterházyů sem povolal také židovské osadníky, kteří se v Csorné usadili v závěru 18. století.
V roce 1857 zde zemřel slovenský básník a vědec, Karol Leška.
Rozvoji města výrazně napomohla výstavba silnic a železnic v 19. století. Nejdůležitější průmyslové podniky ve městě byly založeny koncem 19. století a začátkem 20. století. Tehdy se formovala sočuasná podoba centra města, protože většina budov v centru města byla postavena právě v této době. Mapa třetího vojenského mapování právě z této doby zaznamenala rodící se centrum města již s železniční stanicí a zatím jedinou tratí, která do města směřovala.
Ve 20. století bylo nicméně okolí hlavního (Svatoštěpánského) náměstí přestavěno. V druhé polovině 20. století se počet obyvatel dále navyšoval a roku 1971 získala Csorna statut města.
V roce 2015 byl dokončen dálniční obchvat města, který pomohl snížit množství tranzitní dopravy v Csorně. 

## Památky

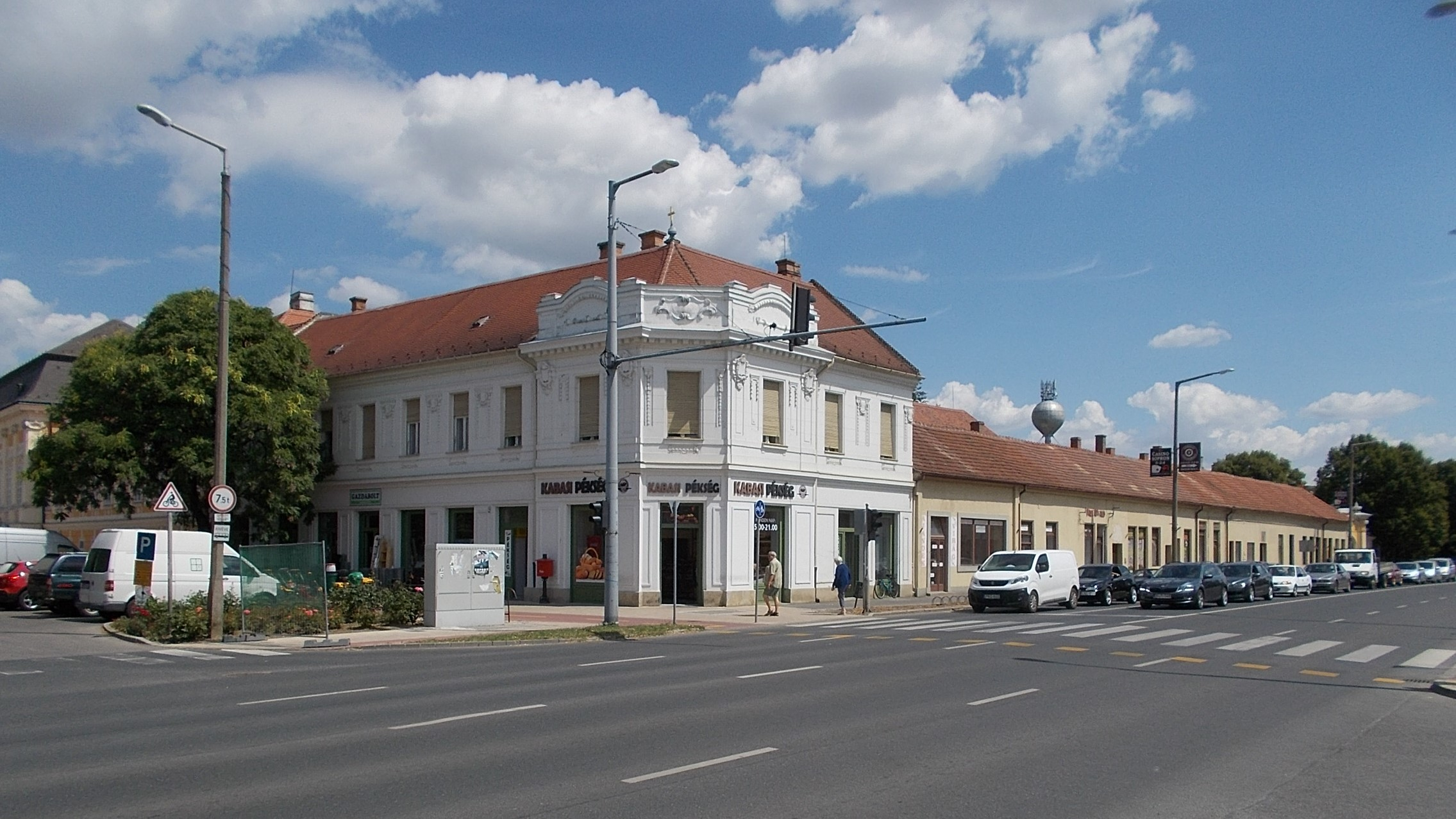
Rohový dům na Svatoštěpánském náměstí.

Hlavní pamětihodností je premonstrátský klášter, založený roku 1180. K němu přiléhá kostel Nanebevstoupení Panny Marie. Vedle něj stojí potom i budova městského muzea. Na Svatoštěpánském náměstí, kde se všechny uvedené stavby nacházejí, stojí ještě moderní kostel Nejsvětějšího srdce Ježíšova (maďarsky Jézus Szíve-templom).

## Zeleň a živodní prostředí
Východně od města leží přírodní rezervace s názvem Tóköz. Nedaleko od města leží také Národní park Fertő-Hanság.

## Ekonomika
Ve městě se nachází továrna na solární panely.

## Doprava
Do Csorné vede několik dálnic; dálnice M86 a dálnice M85. Z jižní a východní strany zde vytvářejí obchvat města. 

## Osobnosti
- János Áder (* 1959), maďarský prezident
- David Gestetner (1854–1939), vynálezce
- László Horváth (* 1946), moderní pětibojař
- János Ittzés (* 1944), evangelický teolog
- Csaba Molnár (* 1975), maďarský levicový politik
- Zoltán Szarka (1942–2016), fotbalista a trenér
- Ignaz Till (1891–1945), rakouský politik